# Zubin Mehta
Zubin Mehta (în hindi ज़ूबिन मेहता; n. 29 aprilie 1936, Bombay, India Britanică) este un dirijor indian de muzică clasică, fiu al etniei parsi. A fost dirijorul Filarmonicii din Los Angeles și din New York, apoi directorul muzical permanent al Filarmonicii Israeliene din Tel Aviv (1969-2019), dirijorul principal al Operei din Valencia și prim-dirijorul Festivalului Maggio Musicale din Florența, prim -dirijor al Operei de stat a Bavariei din München. Mehta posedă cetățenia indiană și nord-americană.

## Familia și anii de început
Zubin Mehta s-a născut într-o familie parsi bine situată din Mumbai, India, ca fiu al lui Mehli Mehta și Tehmina Mehta.
Tatăl a fost violonist și dirijorul fondator al Orchestrei Simfonice din Mumbai, pe atunci Bombay. 
Zubin Mehta a învățat în copilărie la Școala St. Mary și la Colegiul St. Xavier din Mumbai.
Din anii de școală el a învățat să cânte la pian cu Joseph de Lima, care a fost întâiul său profesor de pian. Inițial avea de gând să studieze medicina, dar s-a răsgândit și la 18 ani a început studii de muzică la Academia de muzică din Viena cu dirijorul Hans Swarowski. A fost coleg în acei ani cu dirijorul italian Claudio Abbado și cu pianistul și dirijorul israelian Daniel Barenboim
Prima sa soție, începând din anul 1958, a fost soprana canadiană Carmen Lasky. Lor li s-a născut un fiu, Mervon, și o fiică, Zarina. În 1964 au divorțat. După doi ani, Carmen Lasky s-a măritat cu fratele lui Mehta, Zarin Mehta, fost director administrativ al Filarmonicii din New York. În iulie 1969 Mehta s-a căsătorit cu Nancy Kovack, în trecut actriță americană de cinema și televiziune.

## Cariera muzicală

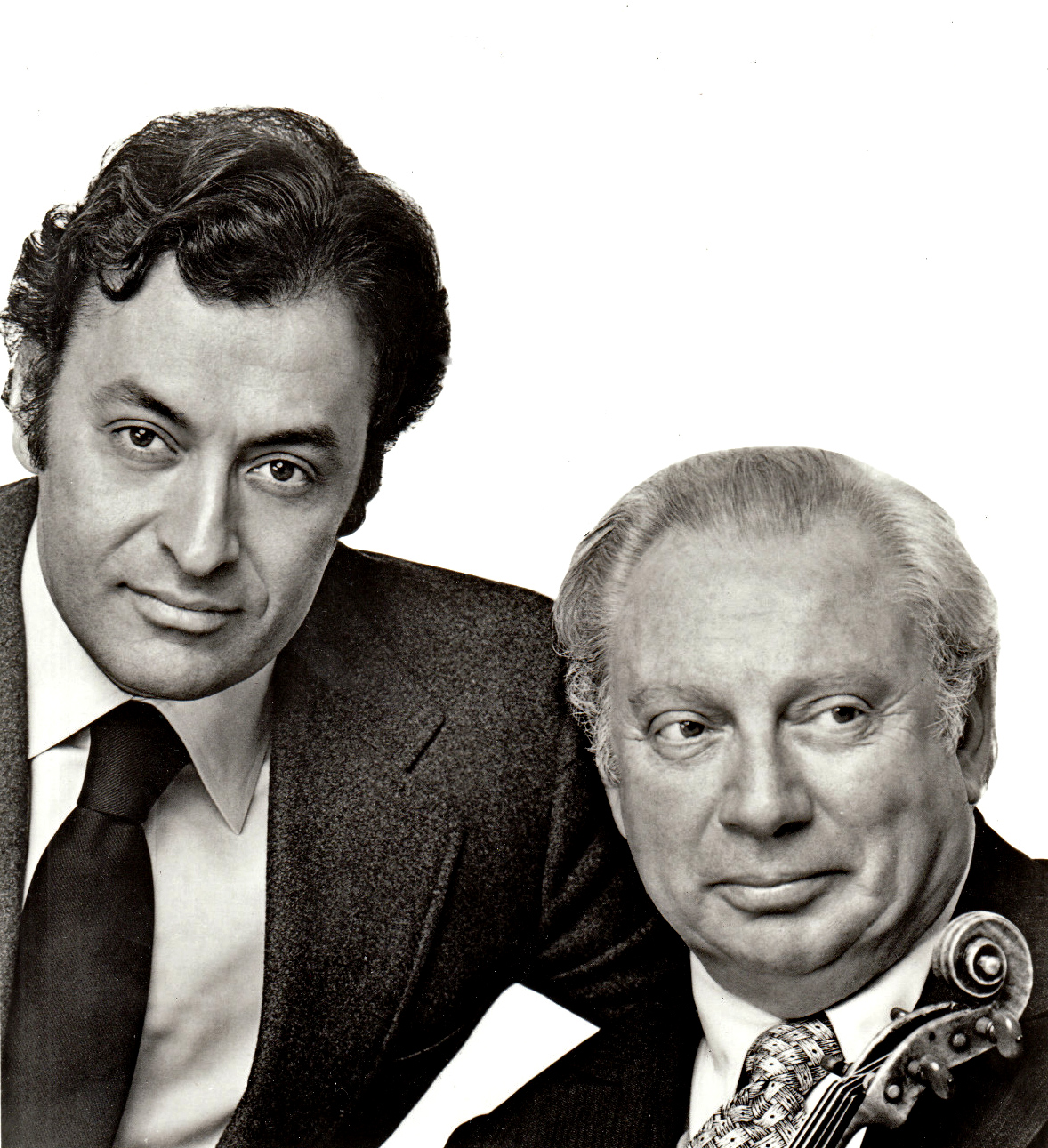
Zubin Mehta, împreună cu Isaac Stern, la Centrul Lincoln din New York în 1980

În anul 1958 Mehta și-a făcut debutul ca dirijor la Viena. În același an el a câștigat Concursul internațional de dirijat de la Liverpool și a fost numit dirijor asistent al Filarmonicii Regale din Liverpool. Curând, în 1960, el a ajuns prim-dirijorul și directorul muzical al Orchestrei Simfonice din Montreal, post pe care l-a deținut până în anul 1967.
În 1961 el fusese numit și dirjor asistent al Filarmonicii din Los Angeles. Deoarece nu fusese consultat asupra numirii, directorul muzical de atunci al acestei orchestre, Georg Solti, a demisionat în semn de protest. La scurt timp după aceea, Mehta însuși a fost numit director muzical al Filarmonicii din Los Angeles și a îndeplinit această funcție între anii 1961-1978.
În anul 1978 Zubin Mehta a fost angajat ca director muzical și dirijor principal al Filarmonicii din New York și a rămas în post până la demisia sa în anul 1991, fiind cel care a îndeplinit cei mai mulți ani această funcție. În această calitate, în 1978, Filarmonica din New York a dat un concert rămas în istorie cu pianistul Vladimir Horowitz.
Orchestra Filarmonică Israeliană din Tel Aviv l-a angajat pe Mehta în anul 1969 ca consilier muzical, iar din anul 1977 ca director muzical. În 1981 i s-a acordat această funcție pe viață.
Începând din anul 1985 Zubin Mehta a fost și prim-dirijorul Teatrului del Maggio Musicale din Florența. Între anii 1998-2006 a fost și directorul muzical al Operei de Stat a Bavariei din München. Filarmonica din München l-a desemnat ca dirijorul ei onorific. Din anul 2005 Mehta este, alături de Lorin Maazel, prim dirijorul Palatului Artelor Regina Sofia din Valencia, care este sediul Operei din Valencia, Spania.
Mehta  a dirijat în anii 1990, 1995, 1998 și 2007 Concertul de Anul Nou al Filarmonicii din Viena.
Mehta a dirijat în premieră concertul nr. 2 pentru sitar al lui Ravi Shankar, cu Orchestra Filarmonică  din Londra.

### În anii 1990
În anul 1990 Mehta a acompaniat cu Orchestra Maggio Musicale Fiorentino și Orchestra Operei din Roma primul concert al celor trei tenori - Luciano Pavarotti, José Carreras și Placido Domingo - la Roma. El a mai dirijat un concert similar al acestora pe Stadionul Dodger din Los Angeles în anul 1994.
În anul 1992 el a dirijat producția istorică a operei Tosca de Puccini, în care fiecare act a fost interpretat exact în locul specificat de libretul operei. Catherine Malfitano a fost Tosca, iar Placido Domingo a cântat în rolul lui Cavaradossi, iar Ruggero Raimondi în rolul baronului Scarpia. Actul I a fost transmis la televiziune în direct de la Bazilica Sant'Andrea della Valle la 11 iulie 1992, duminica la amiază. Actul al II-lea a fost transmis seara de la Palazzo Farnese, ia actul al-III-lea în ziua următoare, de la Castel Sant'Angelo.
În iunie 1994 Mehta a dirijat un concert special cu Requiemul de Mozart, cu Orchestra Simfonica din Sarajevo și corul acesteia, pe ruinele Bibliotecii Naționale din Sarajevo. Încasările au fost donate în folosul victimelor conflictului armat din Bosnia, concertul fiind dedicat amintirii zecilor de mii de persoane ucise în războaiele din fosta Iugoslavie.
La 29 august 1999 Mehta a dirijat la Weimar, în vecinătatea fostului lagăr de concentrare de la Buchenwald, Simfonia a 2-a de Mahler cu Orchestra de Stat a Bavariei și Filarmonica israeliană.
În anul 1984 el a efectuat cu Filarmonica din New York un turneu în orașul său natal Mumbai, și a realizat apoi acolo un nou turneu de concerte cu Filarmonica israeliană în noiembrie-decembrie 1994, împreună cu soliștii Itzhak Perlman și Gil Shaham.  
În anii 1997 și 1998 Mehta a colaborat cu regizorul chinez Zhang Yimou la o producție a operei Turandot de Puccini, care a fost reprezentată la Florența, și apoi în nouă concerte istorice în Orașul interzis din Beijin, cu participarea a peste 300 figuranți și 300 soldați. Despre aceasta s-a turnat un film documentar, The Turandot Project, cu participarea lui Mehta ca narator. 

### În anii 2000
La 29 noiembrie 2005 Mehta a dirijat Simfonia a 8-a de Anton Bruckner cu Orchestra Regală Concertgebouw din Amsterdam. La 26 decembrie 2005, prima aniversare a tsunami-ului din Oceanul Indian, Mehta și Orchestra de Stat a Bavariei a dat un concert la Academia Muzicală din Chennai (Madras) în India. În 2006 Mehta și-a încheiat contractul cu Orchestra de Stat Bavareză.
La 7 septembrie 2013 el a dirijat într-un concert special Ehsaas e Kashmir, în Grădinile Mogulilor din Srinagar, tot cu Orchestra de Stat a Bavariei, din inițiativa ambasadei germane în India. Încasările au fost donate în scopuri de caritate.
La finele anului 2019 s-a retras din viața concertistică din motive de boală.

## Stilul de interpretare
Mehta a fost de timpuriu apreciat pentru interpretarea sa dinamică a muzicii simfonice de vastă amploare a lui Anton Bruckner, Richard Strauss și Gustav Mahler. Dirijatul său e renumit ca fiind răscolitor și viguros.

## Premii și onoruri
- 1966 Premiul Padma Bhushan - din partea guvernului Indiei;
- 1991 Premiul de Stat al Israelului,cu titlu special, fiind singurul cetățean străin căruia i s-a atribuit acest premiu;
- 1995 Premiul Wolf pentru arte (Israel);
- 1999 Premiul pentru pace si toleranță al ONU, pentru activitatea sa de o viață;
- 2001 Premiul Padma Vibushan din partea Indiei;
- 2006 Premiul Centrului Kennedy;
- 2007 Premiul Dan David (Israel);
- 2007 Inelul Nikisch din partea Filarmonicii din Viena;
- 2008 Premiul Imperial Takamatsu pentru cultură al Japoniei;
- 2011 I s-a conferit o stea pe Aleea Stelelor de la Hollywood - Hollywood Walk of Fame;
- 2011 Legiunea de onoare a Franței cu rangul de ofițer;
- 2011 Premiul Echo Klassik la Berlin, pentru întreaga sa activitate;
- 2013 Premiul Tagore pentru armonie culturală, din partea președintelui Indiei.